# Вера Чейковска
Вера Чейковска (на македонска литературна норма: Вера Чејковска) е поетеса и есеистка от Северна Македония.

## Биография
Родена е в 1954 година в Скопие, тогава в Югославия. Завършва сравнително литературознание в Природо-математическия факултет на Скопския университет. Специализира физика на вътрешността на земята в Загреб. Работи в Сеизмологическата обсерватория на Природо-математическия факултет в Скопие. Член е на Дружеството на писателите на Македония от 1987 година и на Македонския ПЕН център.

## Творчество
- Човек и врата (поезия, 1975),
- Множење на словото (поезиа, 1986),
- Опит (поезия, 1992),
- Отсуство на Благиот (избор поезия, 1993).

Носител е на наградите: „Млада Струга“ и „Кочо Рацин“.